# Rudnea Ozereanska, Olevsk
Rudnea Ozereanska (în ucraineană Рудня Озерянська) este un sat în așezarea urbană Novi Bilokorovîci din raionul Olevsk, regiunea Jîtomîr, Ucraina.

## Demografie
Componența lingvistică a localității Rudnea Ozereanska
     Ucraineană (99,55%)
     Alte limbi (0,45%)
Conform recensământului din 2001, majoritatea populației localității Rudnea Ozereanska era vorbitoare de ucraineană (99,55%), existând în minoritate și vorbitori de alte limbi.